# Sebastian Bury
Sebastian Bury (zm. 1630 w Żywcu) – postać historyczna, zbójnik grasujący w XVII wieku na terenie Żywiecczyzny.

## Życiorys
Sebastian Bury pochodził z Milówki, Kamesznicy lub Rajczy. Jego oddział, składający się z osób różnej narodowości (doradzał mu niejaki Dziurdzi, pochodzący z Węgier), grasował w okolicach Czadcy, na Orawie oraz Żywiecczyźnie, grabiąc m.in. w okolicach Trzebini i Juszczyny. Banda w sile 25 ludzi była zorganizowana na sposób wojskowy, posiadała nawet własną chorągiew. Został ujęty 2 sierpnia 1630 roku w Milówce. Opis ujęcia zbójnika znajduje się w „Dziejopisie Żywieckim” autorstwa Andrzeja Komonieckiego.
Według relacji Komonieckiego, Bury wraz z grupą zbójników ucztowali w chacie niejakiego Szymona Szczotki. Kiedy wiadomość ta dotarła do starosty żywieckiego, Krzysztofa Czarnieckiego, ten zebrał 150 mieszczan, na czele których wyruszył do Milówki. Tu otoczono zbójników, którzy bronili się, uciekłszy na szopę i ostrzeliwując się stamtąd. Szopę podpalono, a Burego ujęto wraz z siedmioma zbójnikami (jeden uciekł, przepłynąwszy Sołę, kolejny schował się pod kadzią). Bojąc się, że miejscowa ludność będzie chciała odbić hetmana zbójnickiego, zbudowano tratwę, którą spławiono schwytanego do Żywca.
Zbójnika sądzono w Żywcu, gdzie zapadł wyrok śmierci przez powieszenie na haku na rynku miasta. Dobry humor nie opuszczał Burego aż do śmierci. Zapytany o ostatnie życzenie, odparł:

„Kciołbyk, cobyście mnie wszyscy panowie ślakcice, wszyscy sędziowie wszyscy wojacy, wszyscy miscuchy, ty kacie i wy wszyscy głuptocy coście się zgruchali dziwaj na zbójnickom śmierć – cobyście mnie wszyscy kielo wos haw jes – w goły zadek pocałowali – a wartko...”
Natomiast gdy go wieszano, wołał „Wio Bury do góry!!!”. Ostatecznie, by nie doszło podczas egzekucji do rozruchów, obecni przy niej księża kazali katu go dobić, zastrzeliwszy powieszonego.
Postać Sebastiana Burego widniała na „funtach zbójnickich” – lokalnych pieniądzach, wybitych na potrzeby beskidzkich gmin (Wisła, Ustroń, Szczyrk, Brenna, Istebna) w 2009 roku; obowiązywały one do 3 marca 2010 roku.